# Розщеплене речення
Розщеплене речення (англ. cleft sentence) — складнопідрядне речення (яке має головне і залежне речення), що має значення, яке може бути виражене простим реченням. Розщеплені речення зазвичай фокусують увагу на певній складовій. У розмовній мові таке фокусування часто супроводжується особливою інтонацією.
Англійською мовою речення з розщепленням можна побудувати так:
```
It + сполучена форма to be+ Х + підрядний пункт
```

де It є розщеплюючим займенником і Х зазвичай є іменниковою фразою (хоча It може бути і прийменниковою фразою, а в деяких випадках дієприкметниковою чи дієприслівниковою фразою). Основна увага приділяється Х або також на підрядному реченню чи якомусь з його елементів. Наприклад:
- It's Joey (whom) we're looking for. Джої — це той, кого ми шукаємо.
- It's money that I love. Гроші це те, що я люблю.
- It was from John that she heard the news. Саме від Джона вона почула цю новину.

Крім того, можна також описати розщеплене речення як інверсоване. Тобто залежне речення стоїть перед головним:
- It wasn't until we arrived at the hotel that (or when) we met her. Аж поки ми не приїхали в готель, ми не зустріли її.

## Типи
Англійська дуже багата на конструкції з розщепленням. Нижче наведено приклади інших типів розщеплень, знайдених в англійській мові, хоча список не є вичерпним (див. Ламбрехт 2001 для вичерпного дослідження, Коллінз 1991 року для глибшого аналізу розщеплень з «It» та розщеплень з питальними словами в англійській мові, і Калуде 2009 для дослідження розщеплень у розмовній англійській мові).
- It-cleft. Розщеплення з використанням займенника «It» (це) : It is Jaime for whom we are looking. (Джейме це той, кого ми шукаємо.)
- Wh-cleft / Розщеплення з питальними словами: What he wanted to buy was a Fiat. Те що він хотів купити — це Фіат.
- Reversed wh-cleft/Inverted pseudo-cleft: Інверсоване розщеплення з використанням питального слова / інвервосане псевдрозщеплення: "A Fiat is what he wanted to buy."Фіат — це те, що він хотів купити."
- All-cleft Розщеплення з використанням слова «All»: «All he wanted to buy was a Fiat.» Все, що він хотів купити, — це Фіат.
- Inferential cleft Інференційне розщеплення: «It is not that he loves her». It's just that he has a way with her that is different.Справа не в тому, що він її любить. Просто він має інший шлях".
- There-cleft Розщеплення з вказанням місця: "And then there's a new house he wanted to build"А тут є новий будинок, який він хотів побудувати.
- If-because cleft «Якщо-бо» розщеплення: If he wants to be an actor it's because he wants to be famous. (Якщо він і хоче бути актором, це тому, що він хоче бути відомим.)

На жаль, традиційні описи розщеплених структур класифікують їх відповідно до елементів, які використовуються після аналізу, орієнтованого на англійську мову. Традиційні дані про розривні структури класифікують їх за елементами, які беруть участь в англоцентричному аналізі (наприклад, як wh-слова, займенник it, кількісний показник all, і так далі). Це ускладнює проведення міжлінгвістичних досліджень розщеплень, оскільки ці елементи не існують у всіх інших мовах, що призвело до пропозиції щодо перегляду існуючої таксономії розщеплення (див. Calude 2009).
Однак не всі мови настільки багаті на розщеплені типи речень, як англійська, а деякі використовують інші засоби для фокусування на конкретних складових, наприклад, тематизація, зміна порядку слів, фокусування часток тощо (див. Miller, 1996). «Розщеплення у мові»(Cleftability in Language) (2009), у якій  Чен Луо презентує міжлінгвістичну дискусію про розщеплення.

## Структурні питання
Роль  займенника у розщепленні  (it (це) у випадку з англійською мовою) є суперечливим, а деякі вважають його референційним [2], а інші трактують як фіктивний займенник або порожній елемент. [3] Перший підхід назвали «експлікативним» поглядом, тоді як другий називають підходом «екстрапозиції». Гедберг (2002) пропонує гібридний підхід, поєднуючи погляди обох на статус розщепленого займенника. Вона показує, що займенник «it» може мати діапазон областей (від семантично недійсних до повних посилань) залежно від контексту, в якому він використовується.
Аналогічним суперечливим є статус підрядного речення, яке часто називають «розщепленим реченням». Хоча більшість погоджується з тим, що розщеплене речення з питальною фразою (wh-clause) можна розглядати як відносне речення, існують розбіжності щодо точного характеру відносного речення. Традиційно питальне слово у розщепленні типу «What you need is a good holiday»"Що тобі потрібно — це добре відпочити", що стосується відносного «Що тобі потрібно», розуміється як перша складова відносного речення і функціонує як його голова.
Бреснан і Грімшо (1978) дають інше трактування. Вони припускають, що відносне речення є головним, а питальне слово розташоване поза відповідним пунктом і функціонує як його голова. Міллер (1996) також схвалює цей підхід, цитуючи міжлінгвістичні докази того, що питальне слово функціонує як невизначена дектика.
Дискусія про розщеплення стає все більш складною з  розщепленнями на «it», де дослідникам важко узгодити який тип це тип підрядного речення: традиціоналісти стверджують, що це відносне речення(Хаддлстон і Пуллум 2002), а інші відкидають цю версію посилаючись на відсутность іменникової фрази у попередній частині Квірк та інші. 1985, Sornicola 1988, Miller 1999), як показано нижче:
- It was because he was ill that we decided to return. Саме тому, що він захворів, ми вирішили повернутися.
- It was in September that he first found out about it. Саме у вересні він вперше дізнався про це.
- It was with great reluctance that Maria accepted the invitation. З великим небажанням Марія прийняла запрошення.

Нарешті, останнім елементом розщеплення є складова розщеплення, яка зазвичай відповідає фокусу. Як згадувалося раніше, наголошена частина розщеплення — це, як правило, іменникова фраза, але насправді може бути майже будь-чим:
- Синтаксичні фрази: It was on foot that he went there
- Прислівникова фраза: It was greedily and speedily that Homer Simpson drank his beerЖадібно та швидко Гомер Сімпсон пив своє пиво.
- Незавершене речення: It is to address a far-reaching problem that Oxfam is launching this campaign. Саме для вирішення далекосяжної проблеми Oxfam запускає цю кампанію.
- Герундій: It could be going home early or slacking off at work that the boss reacted to. Можливо саме на ранній похід додому чи розчарування в роботі зреагував бос.
- Дієприслівниковий зворот: It was because she was so lonely all the time that she decided to move out. Це тому, що вона була настільки самотня весь час, що вирішила виїхати.

## Інформаційна структура
Розщеплення описували як «еквівалентні» (Halliday 1976), «стаціонарні» (Delin та Oberlander 1995) і як «пари змінних значень», де складова розщеплення дає змінну, виражену клаузовою щілиною (Herriman 2004, Declerck 1994, Halliday 1994). Основна область інтересів щодо розщеплень пов'язана з їх інформаційною структурою. Поняття «інформаційна структура» належить до типу інформації, закодованої в конкретному висловлюванні, яка може бути однією з трьох:
- Нова інформація: речі, про які мовець / письменник вважає незнайомими для сухача чи читача.
- Доступна інформація : інформація, про яку оратор / письменник допускає, що слухач / читач може бути знайомий з нею
- Виведена інформація: інформація про яку, як вважаэ мовець  письменник, слухач / читач зможе зробити висновок або з загальних знань, або з попереднього дискурсу

Причина, по якій інформаційна структура відіграє таку важливу роль в області розщеплень, в значній мірі пов'язана з тим фактом, що організація інформаційної структури тісно пов'язана з функцією розщеплення як фокусуючого інструменту, що використовується мовцями / авторами для привернення уваги до суттєвих частин їх повідомлення.
Хоча може бути доцільним припустити, що змінна розщеплення (тобто матеріал, закодований розчеплюючими зворотами), може бути наданою, а її значення (виражене складовою розщеплення) новим, але це не завжди так. Іноді жоден елемент не містить нової інформації, як це є у деяких демонстраційних розривах, наприклад, That is what I think Це те про що я думаю", а іноді саме розщеплюючий зворот містить нову частину повідомлення, як у «І саме тоді я захворіла» (Calude 2009).

## Інші мови

### Китайська мова
The shì … (de) конструкція на мандаринській мові використовується для отримання еквівалентів речення з розщепленням. Також деякі конструкції з відносними зворотами називаються конструкціями «псевдорозривами». Детальні відомості див. У граматиці китайської мови → Розщеплення речень.

### Іспанська мова
Існує кілька конструкцій, які відіграють роль в реченнях з розщепленням. Дуже поширеним ресурсом є додавання «es que» (залежно від часу):
- «¿Cómo es que vas?» (Як ви їдете? / Як це ти їдеш?), Від нерозщепленого ¿Cómo vas?
- «¿Adónde fue que fuiste?» (Куди це ти поїхав?), Від розщепленого ¿Adónde fuiste?

Інший механізм — використання ідентифікуючої структури, або відносних займенників, «el / la que», «el / la cual», а також нейтральних слів: «lo que» і «lo cual».
- «El que va es Juan»(той, хто йде — Хуан), можливі розщеплені варіанти Va Juan, Juan va

- «Lo que no quiero es ir»(Що я не хочу робити — це йти), можливі розщеплені варіанти No quiero i, Ir no quiero

Крім того, можна також використовувати «cuando» і «donde», коли хочеться посилатися на «що» у межах часу або місця.
- «Fue en Londres donde nací»(Саме в Лондоні я народився), можливі розщеплені варіанти Nací en Londres

### Французька мова
- «C'est Jean que je cherche»(Той кого я шукаю — Жан")
- «C'est à Paris que j'habite»(Париж це там, де я живу)

### Японська мова
Конструкція e X no wa (ga)  на японській мові часто використовується для отримання еквівалента речень розщеплення.
```
私 た ち が 探 し て い る の は ジ ョ イ だ
```

```
Watashi-tachi ga sagashite iru no wa Joey da. Джої це той, кого ми шукаємо. / Той, кого ми шукаємо, - Джої.)
```

### Гойдельські мови
Конструкція зустрічається часто в мові годеліків (шотландська гельська, ірландська та манксська), набагато частіше, ніж в  англійській мові, і може бути використана способами, які були б неоднозначними чи неграматичними в англійській мові: майже будь-який елемент речення може бути підкреслений. Це іноді переноситься на місцеві різновиди англійської мови (Highland English, Lowland Scots, Scottish English, Hiberno-English).
Наступні приклади шотландської гельської ґрунтуються на реченні «Chuala Iain a ceòl a-raoir», «Ійн почув музику минулої ночі»:
- 'S e Iain a chuala a ceòl a-raoir («Це Ієн той, хто почув музику минулої ночі» наприклад, на відміну від Марії)
- 'S e an ceòl a chuala Iain a-raoir («Це музика, яку Ійн почув минулої ночі» наприклад, на відміну від мовлення)
- 'S ann a-raoir a chuala Iain an ceòl («Саме вчора ввечері Ійн почув музику» наприклад, на відміну від минулого тижня)
- 'S ann a chuala Iain a ceòl a-raoir («Саме почув музику  Іян минулого вчеора» наприклад, на відміну від створення музики)

### Тагальська мова
Речення з розщепленням — це конструкції зв'язки, в яких виділений елемент виступає предикатом речення.
(1) Ang babae ang bumili ng bahay.
NOM Жінка  NOM ACT.була ACC будинок
«Той, хто купив будинок, — це жінка».
(2) Si Juan ang binigyan ni Pedro ng pera.
NOM Хуан  NOM дав.PSV GEN Педро ACC гроші
«Той, кому Педро дав гроші — Хуан.»
(або: «Педро дав гроші Педро — Хуан.»)
У прикладах (1) та (2) виділені елементи виділені жирним шрифтом. Решта членів речення в розділі (1) та (2) є іменниковими фразами, що містять головні відносні звороти. (Примітка. У Tagalog немає чіткої копули.)
Ця конструкція також використовується для W у Tagalog, коли питальним словом є або sino «хто» або ano «що», як показано в (3) та (4).
(3) Sino        ang            bumili   ng bahay?
хто АКТ NOM NOM. купив АСС будинок
«Хто купив будинок?»
(або: «Хто був тим, хто купив будинок?»)
(4) Ano    ang    ibinigay      ni Pedro kay    Juan?
    що НОМ ПСВ. дав GEN Pedro DAT Juan
   «Що Педро дав Хуану?»
(або: «Що це була за річ, яку Педро дав Хуану?»)